# ميكروبيوم لعابي
الميكروبيوم اللعابي (بالإنجليزية: Salivary microbiome)‏ هي البكتيريا المتعايشة الغير مسببة للأمراض الموجودة في الغدد اللعابية البشرية السليمة، وهي تختلف عن البكتيريا التي قد تسبب عدوى في الغدد وتختلف عن الميكروبات الفموية الموجودة في تجويف الفم والتي تميل للالتصاق بالأسنان. وهي تمتلك الخصائص التي تساعدها علي التواجد في الفم، ونظرا للالتصاقها بالأسنان واللثة فقد يكون هناك تآثر بين ميكروبات اللعاب والميكروبات الأخرى في جسم الإنسان -على وجه الخصوص- في الأمعاء.

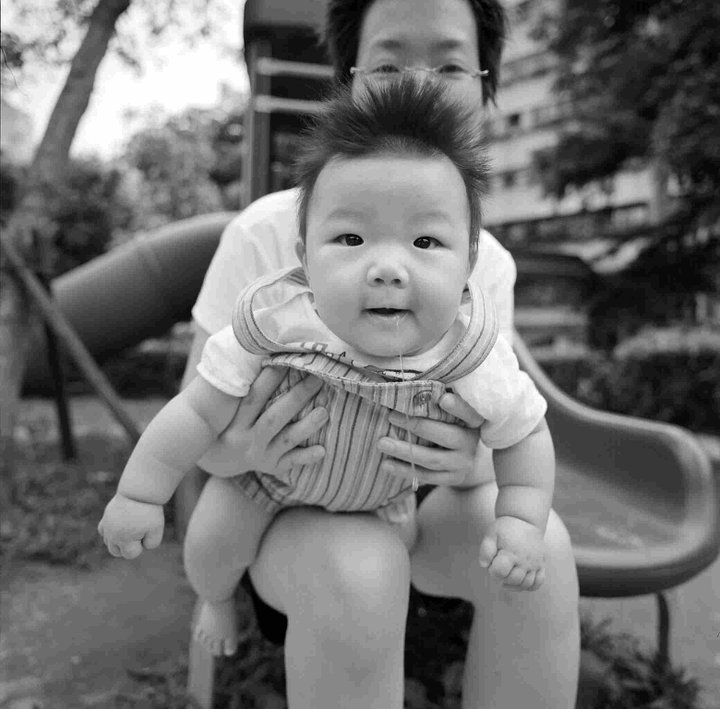
كائنات حية دقيقة تتواجد في اللعاب

## الخصائص
على عكس الميكروبيوم الرحمي والمشيمي والمهبلي تظل أنواع الكائنات الحية في الميكروبات اللعابية ثابتة نسبيًا. لا يوجد فرق بين مجموعات الميكروبات على أساس الجنس أو العمر أو النظام الغذائي أو السمنة أو تناول الكحول أو العرق أو استخدام التبغ. تشمل بعض الأجناس الموجودة في اللعاب: المستدمية والوتدية والعقدية و العطيفة.

## الواصمات الجينية والاختبارات التشخيصية
«هناك تنوع كبير في الميكروبيوم اللعابي داخل الأفراد وفيما بينهم، لكنه طفيف في الهيكلية الجغرافية. بشكل عام يعود سبب 13.5% من التباين الكلي في تكوين الأجناس إلى الاختلافات بين الأفراد والتي تشبه بشكل ملحوظ جزء التباين الكلي في العلامات الجينية المحايدة التي يمكن أن تُعزى إلى الاختلافات بين البشر.»
كشفت المتغيرات البيئية عن ارتباط معتد بين المسافات الوراثية بين المواقع ومسافة كل موقع من خط الاستواء. سيساعد التوصيف الإضافي للتنوع الهائل الذي تم الكشف عنه هنا في الميكروبيوم اللعابي البشري في توضيح الدور الذي يلعبه في صحة الإنسان والمرض وفي تحديد الأنواع المفيدة المحتملة لدراسات تاريخ السكان البشريين.
تم التعرف على ستين جنسًا جديدًا من الغدد اللعابية، وتم تحديد 101 جنسًا مختلفًا في الغدد اللعابية. من بين هؤلاء لم يتم العثور على 39 جنسًا في الميكروبيوم الفموي، وغير معروف ما إذا كانت الأنواع المقيمة تظل ثابتة أم تتغير.
على الرغم من أن الارتباط بين الميكروبيوم اللعابي يشبه الذي بين الميكروبيوم الفموي إلا أن هناك أيضًا ارتباطًا بين الميكروبيوم اللعابي وميكروبيوم الأمعاء. قد يكون أخذ عينات من اللعاب طريقة غير جراحية للكشف عن التغيرات في ميكروبيوم الأمعاء والتغيرات في الأمراض الجهازية. تم تمييز الارتباط بين الميكروبيوم اللعابي المصاحب لمتلازمة تكيس المبايض: «ترتبط ملامح الميكروبيوم اللعابي بتلك الموجودة في البراز على الرغم من حقيقة أن المجتمعات البكتيرية في الموقعين تختلف اختلافًا كبيرًا. لذلك قد يكون اللعاب بديلاً مفيدًا للبراز كمؤشر على إختلال الميكروبيوم الجرثومي في أمراض جهازية.»
يمكن أن يختلف تركيز السكر في إفرازات اللعاب، وتنعكس مستويات السكر في الدم علي إفرازات الغدد اللعابية. مستويات الجلوكوز اللعابية العالية هي تركيز الجلوكوز ≥ mg/dl 1.0 ‏ n = 175) وأولئك الذين لديهم مستويات منخفضة من الجلوكوز اللعابي هي <mg/dl 0.1 ‏ n= 2,537). تعمل إفرازات الغدد اللعابية التي تحتوي على مستويات عالية من السكر على تغيير الميكروبيوم الفموي وتساهم في بيئة موصلة لتشكيل تسوس الأسنان والتهاب اللثة.

## الغدد اللعابية

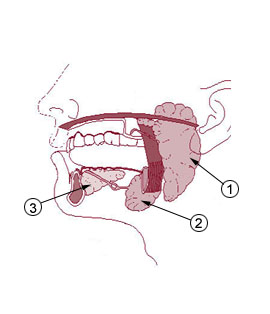
الغدد اللعابية : 1. النكفية، 2. تحت الفك السفلي 3. تحت اللسان.

يعيش الميكروبيوم اللعابي في الغدد اللعابية الثلاثة الرئيسية: الغدة النكفية وتحت الفك السفلي وتحت اللسان، تفرز هذه الغدد الكهرل والبروتينات والمواد الوراثية ومتعدد السكاريد وجزيئات أخرى. معظم هذه المواد تدخل عنيبة وقنوات الغدة اللعابية من الشعيرات الدموية المحيطة بها عن طريق السائل النسيجي بالإضافة إلى أنه تُنتج بعض المواد داخل الغدد أنفسهم، يختلف مستوى كل مكون من مكونات اللعاب بشكل كبير اعتمادًا على الحالة الصحية للفرد ووجود الكائنات المسببة للأمراض والمتعايشة.